# Ius puniendi
Ius puniendi es una expresión jurídica latina utilizada para referirse a la facultad sancionadora del Estado. Se traduce literalmente como derecho a penar o derecho a sancionar siendo esta una facultad única del derecho penal.
La expresión se utiliza siempre en referencia al Estado frente a los ciudadanos. Por ello, si bien puede ocurrir que otros organismos o instituciones, o en otras situaciones, estén legitimados para castigar o sancionar (empleador y empleado, o padre e hijo), el ius puniendi no es aplicable a estas.

## Naturaleza
Existen dos concepciones filosóficas acerca del ius puniendi: como derecho subjetivo y como potestad. Además, existen algunas corrientes que niegan la existencia de tal derecho.
- El ius puniendi sería un derecho subjetivo porque el Estado ocuparía una posición tal que el Derecho Penal se pondría a su disposición para que ejerza el castigo ante el sujeto pasivo.

- El ius puniendi sería una potestad del Estado. Se decía que esta definición tenía mucho riesgo de justificar el totalitarismo. Este planteamiento subjetivo se ha ido abandonando progresivamente conforme se ha ido consolidando los principios de Orden Constitucional propios de un Estado social y democrático de Derecho.

## Estado social y democrático de Derecho
En el Estado actual, que es normalmente democrático y de derecho el ius puniendi será la potestad o poder atribuida a determinados órganos del Estado para imponer penas, sanciones y medidas de seguridad a quienes después de un proceso, también contemplado en la ley, los establezca como responsable de los delitos y estados peligrosos.
A estas personas, una vez juzgadas, se les van a aplicar penas, sanciones y medidas de seguridad, siempre previstas en la ley (tipificadas) si se les considera culpables.